# Michiyoshi Doi
Michiyoshi Doi (土居通芳?; 9 dicembre 1926 – 16 marzo 1975) è stato un regista giapponese.

## Biografia
Ha girato film dagli anni 1950 agli anni 1970.

## Filmografia

### Regista
Ha diretto 30 film:
- Yogoreta Nikutai Seijo (汚れた肉体聖女 ) (1958)
- Onna kanchô akatsuki no chôsen (1959)
- Teisô no Arashi (1959)
- Bakudan wo Daku Onna Kaitô (1960) - anche sceneggiatore
- Kuroi chibusa (1960)
- Otoko no sekai da (1960)
- Chiheisen ga giragira (1961) - anche sceneggiatore
- Shitto (1962)
- Bôryoku no minato: Tora to ôkami (1965)
- Ôbantô Kobantô (1967)
- Sôkkuri dai gyâkuten (1967)
- Kigeki meoto zenzai (1968)
- Gli adoratori del sesso (Ensetsu Meiji jakyô-den) (1968)
- Otoko no chosen (1968)

### Sceneggiatore
È stato sceneggiatore di 7 film:
- Bôryoku no ôja, regia di Seiichirô Uchikawa (1956)
- Yojaso no maou, regia di Morihei Magatani (1957)